# Calycella ferruginea
Calycella ferruginea är en svampart som först beskrevs av Heinrich Christian Friedrich Schumacher, och fick sitt nu gällande namn av Jean Louis Emile Boudier 1907. Calycella ferruginea ingår i släktet Calycella och familjen Helotiaceae.   Inga underarter finns listade i Catalogue of Life.